# Liu Shaoqi

Liu Shaoqi

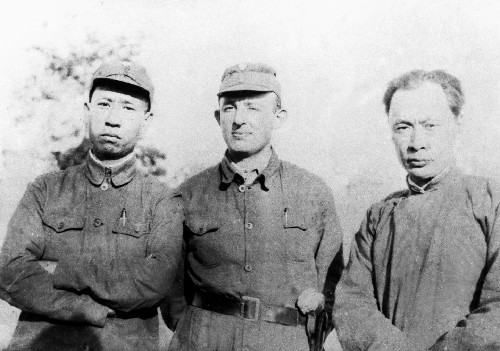
Liu Shaoqi (links) met de Oostenrijkse arts Jakob Rosenfeld en Chen Yi (rechts) in het hoofdkwartier van het Nieuwe Vierde Leger in Yancheng

Liu Shaoqi (Chinees: 劉少奇 / 刘少奇, Hanyu pinyin: Liú Shàoqí) (Huaminglou (Hunan), 24 november 1898 – Kaifeng, 12 november 1969) was een Chinees politicus. Hij was de tweede president van de Chinese Volksrepubliek.
Liu volgde een universitaire opleiding in Moskou (Sovjet-Unie) en sloot zich aldaar aan bij de Communistische Partij van China (CCP). Na zijn terugkeer in China (1922) nam hij deel aan diverse opstanden en stakingen. In 1932 werd Liu Shaoqi secretaris-generaal van de CCP in de provincie Fujian. Hij nam deel aan de Lange Mars.
In 1936 werd Liu secretaris-generaal van de CCP in Noord-China en was hij een van de leiders van het verzet tegen de Japanse bezetters in het noorden. In 1943 werd algemeen secretaris-generaal van de CCP. In 1945 werd Liu tevens vicevoorzitter van de CCP en daarmee na CCP-voorzitter Mao Zedong de belangrijkste man in de partij.
Na de oprichting van de Volksrepubliek China bekleedde Liu tal van functies. In 1959 werd hij onverwacht door het Nationale Volkscongres tot voorzitter (president) van de Volksrepubliek gekozen, als opvolger van Mao Zedong.
Op 3 januari 1965 werd hij herbenoemd als president, wat gepaard ging met een vloedgolf van publiciteit, massabijeenkomsten en parades waar zijn portret naast dat van Mao werd gedragen met geraas van trommels, voetzoekers en gongs. Liu had duidelijk veel aanhangers en hij werkte aan een eigen soort persoonsverheerlijking. Hierdoor werd hij steeds gevaarlijker voor Mao's eigen positie; zijn verkiezing werd door Mao, die op wraak zon, als een coup gezien. Krantenkoppen verschenen met leuzen als 'Voorzitter Mao en Voorzitter Liu zijn beide onze meest geliefde leiders!'. Liu verzachtte direct hierna (na goedkeuring door het Congres van de 7000) de voedselrekwisities op het platteland, verhoogde de levensstandaard en beëindigde de ‘staal-productie’ in de dorpsovens (die alleen maar onbruikbaar ijzer had opgeleverd). Onder zijn bewind herstelde het land zich van Mao's desastreuze Grote Sprong Voorwaarts.

Mao was het sterk oneens met deze pragmatische politiek, die eerder echter dankzij slimme zetten van Liu door het Congres van de 7000 was goedgekeurd, tegen de wens van Mao die zijn greep op de regering en het kader voor een deel was kwijtgeraakt.
Tijdens de Culturele Revolutie werd hij tot "volksvijand nummer 1" bestempeld en in augustus 1966 werd hij door Mao uit zijn macht gezet en vervangen door maarschalk Lin Biao als tweede man naast Mao. In 1967 moest hij als voorzitter van de Volksrepubliek aftreden nadat hij en zijn vrouw Wang Guangmei vele vernederingen hadden doorstaan en als 'kapitalistische-weggers' en volgers van de 'zwarte lijn' waren aangeklaagd. Tijdens deze openbare tribunalen en hardhandige aanklachtbijeenkomsten - hij werd zwaar mishandeld - gaf hij geen duimbreed toe aan de eis om zijn ‘hoofd gehoorzaam te buigen en voorzitter Mao je misdaden te bekennen’. Hij en zijn vrouw belandden (gescheiden) in de gevangenis waar op 20 december 1967 door een cipier genoteerd werd dat 'ze hem alleen maar zover in leven hielden dat hij nog net niet van honger dood zou gaan'. Op 19 mei 1968 meldden zijn cipiers dat Liu geestelijk totaal in de war en gebroken was. Maar op heldere momenten had Liu zijn waardigheid behouden en op 10 februari 1968 schreef hij een laatste zelfverdediging waarin hij zelfs een aanval op Mao deed en deze diens dictatoriale stijl sinds het begin van de jaren twintig verweet. Hij overleed 12 dagen voor zijn 71e verjaardag in de gevangenis - als gevolg van het ontbreken van een goede medische behandeling.
In 1980 werd hij postuum gerehabiliteerd.